# Danh sách di sản văn hóa Tây Ban Nha được quan tâm ở hạt Pla d'Urgell (tỉnh Lérida)
Danh sách di sản văn hóa Tây Ban Nha được quan tâm ở hạt Pla d'Urgell (tỉnh Lérida).

## Di tích theo thành phố

### B

#### Barbens
| Tên             | Dạng    | Địa điểm | Tọa độ                                        | Số hồ sơ tham khảo? | Ngày nhận danh hiệu? | Hình ảnh                          |
| --------------- | ------- | -------- | --------------------------------------------- | ------------------- | -------------------- | --------------------------------- |
| Chỉ huy Barbens | Di tích | Barbens  | 41°40′45″B 1°01′07″Đ / 41,679222°B 1,018558°Đ | RI-51-0006265       | 08-11-1988           | Comanda de Barbens · Upload image |

#### Bell-lloc d'Urgell(Bell-lloc d'Urgell)
| Tên            | Dạng                               | Địa điểm   | Tọa độ                                        | Số hồ sơ tham khảo? | Ngày nhận danh hiệu? | Hình ảnh                           |
| -------------- | ---------------------------------- | ---------- | --------------------------------------------- | ------------------- | -------------------- | ---------------------------------- |
| Tháp Telégrafo | Di tích Tháp Tình trạng: Derribada | Bell Lloch | 41°38′06″B 0°46′24″Đ / 41,634873°B 0,773308°Đ | RI-51-0006275       | 08-11-1988           | Torre del Telégrafo · Upload image |

### I

#### Ivars d'Urgell(Ivars d'Urgell)
| Tên              | Dạng                               | Địa điểm       | Tọa độ                                       | Số hồ sơ tham khảo? | Ngày nhận danh hiệu? | Hình ảnh                            |
| ---------------- | ---------------------------------- | -------------- | -------------------------------------------- | ------------------- | -------------------- | ----------------------------------- |
| Lâu đài Montsuar | Di tích Lâu đài Tình trạng: Restos | Ibars de Urgel | 41°41′49″B 0°58′43″Đ / 41,69703°B 0,978686°Đ | RI-51-0006360       | 08-11-1988           | Castillo de Montsuar · Upload image |

### L

#### Linyola(Linyola)
| Tên                      | Dạng            | Địa điểm | Tọa độ                                        | Số hồ sơ tham khảo? | Ngày nhận danh hiệu? | Hình ảnh                                  |
| ------------------------ | --------------- | -------- | --------------------------------------------- | ------------------- | -------------------- | ----------------------------------------- |
| Lâu đài Cung điện Liñola | Di tích Lâu đài | Liñola   | 41°42′37″B 0°54′16″Đ / 41,710264°B 0,904379°Đ | RI-51-0006367       | 08-11-1988           | Castillo Palacio de Liñola · Upload image |

### P

#### El Poal(El Poal)
| Tên          | Dạng            | Địa điểm | Tọa độ                                        | Số hồ sơ tham khảo? | Ngày nhận danh hiệu? | Hình ảnh                    |
| ------------ | --------------- | -------- | --------------------------------------------- | ------------------- | -------------------- | --------------------------- |
| Cal Castillo | Di tích Lâu đài | Poal     | 41°40′43″B 0°51′18″Đ / 41,678635°B 0,855045°Đ | RI-51-0006437       | 08-11-1988           | Cal Castillo · Upload image |

### T

#### Torregrossa(Torregrossa)
| Tên                | Dạng            | Địa điểm   | Tọa độ                                        | Số hồ sơ tham khảo? | Ngày nhận danh hiệu? | Hình ảnh                              |
| ------------------ | --------------- | ---------- | --------------------------------------------- | ------------------- | -------------------- | ------------------------------------- |
| Lâu đài Torregrosa | Di tích Lâu đài | Torregrosa | 41°34′53″B 0°49′56″Đ / 41,581488°B 0,832243°Đ | RI-51-0006521       | 08-11-1988           | Castillo de Torregrosa · Upload image |